# Soera Maria
Soera Maria is een soera van de Koran.
De soera is vernoemd naar Maryam, moeder van Isa. Behalve die van Maryam komen ook de geschiedenissen voor van onder andere Isa, Zakariya, Yahya en Ibrahim. Daarnaast worden Musa, Harun, Ismail en Idris genoemd.

## Bijzonderheden
Ayat 58 en 71 zouden zijn geopenbaard in Medina. Bij recitatie van aya 58 wordt de sudjud, de nederwerping, verricht.
Behalve dat er een soera de naam van Maryam draagt, wordt haar naam in de Koran vaker genoemd dan in de Bijbel. Het is de enige vrouwennaam die in de Koran voorkomt.
Over Maryam wordt verteld dat ze na de geboorte van Isa (Jezus) onder een palmboom ging zitten die haar van voedsel en water voorzag, een thema dat ook voorkomt in het Evangelie van pseudo-Matteüs.
Er wordt ook verteld dat Isa uit de wieg spreekt. Dit is ook te vinden in het Arabische kindsheidsevangelie.
In aya 28 wordt Maryam de zus van Harun (Aäron) genoemd. Vanwege het tijdsverschil van ongeveer 1500 jaar tussen het leven van Harun en Maryam kunnen ze onmogelijk broer en zus zijn. Sommigen concluderen dat Maryam en Mirjam (zus van Aäron) door elkaar worden gehaald in de Koran. Een andere aanwijzing hiervoor is te vinden in Soera Het Geslacht van Imraan 35-36. Hier bevalt Imraans vrouw van Maryam, hoewel Amram de vader van Mirjam is in de Bijbel.

## Inhoud
Ayat 2-11 gaan over Zakariya. Hij smeekt bij God of hij een kind mag krijgen ondanks zijn hoge leeftijd. Engelen komen hem vertellen dat zijn wens is ingewilligd en hij een zoon zal krijgen die Yahya heet. Zakariya vraagt om een teken om dit nieuws te bevestigen. Dit teken is dat hij drie dagen niet zal kunnen spreken.
In ayat 12-15 wordt over Yahya gesproken. Als kind krijgt hij wijsheid van God. Hij wordt omschreven als een godvrezende man die aardig is voor zijn ouders en niet arrogant of ongehoorzaam is.
Ayat 16-36 gaan over Maryam. Ze zonderde zich af van haar familie en trok zich terug naar een plek in het oosten. Ze krijgt een ontmoeting van een engel. Deze vertelt haar dat ze zwanger zal worden van een zoon. Dit vindt ze vreemd aangezien ze nog maagd is. Terwijl ze zwanger is, wordt ze door de pijn van de weeën naar een palmboom gedreven. Dan hoort ze een stem, wellicht die van Isa in haar baarmoeder, dat ze de stam van de palmboom naar zich toe moet trekken zodat er dadels op de grond zullen vallen. Deze zullen haar doen kalmeren. Nadat Isa geboren is, praat hij met mensen terwijl hij in de wieg ligt. Hij kondigt aan dat hij een profeet is. Daarnaast beveelt hij de mensen alleen Allah te aanbidden.
In aya 41-50 wordt het verhaal van Ibrahim verteld. Hij beveelt zijn vader geen afgoden meer te aanbidden. Zijn vader wordt hier boos om en dreigt hem te stenigen. Ibrahim besluit zijn volksgenoten te verlaten en wordt een profeet.